# Cyril Abiteboul
Cyril Abiteboul (ur. 14 października 1977 w Paryżu) – francuski dyrektor zarządzający w przedsiębiorstwach motorsportu.

## Życiorys
Cyril Abiteboul ukończył szkoły średnie Lycée Carnot i Lycée Chaptal w Paryżu. Studia wyższe w École nationale supérieure d’informatique et de mathématiques appliquées w Grenoble ukończył w 2001 roku.
Od 2001 roku pracował w Renault Sport F1 w Boulogne-Billancourt. Utworzył Business Development Manager w zespole Renault. W 2010 roku został dyrektorem wykonawczym Renault Sport F1. Do stycznia 2013 roku był zastępcą dyrektora zarządzającego. We wrześniu 2013 roku rozpoczął pracę także dla Caterhama jako dyrektor wykonawczy. W listopadzie zastąpił Tony’ego Fernandesa na stanowisku szefa zespołu. W lipcu 2014 roku powrócił do Renault Sport F1, gdzie objął stanowisko dyrektora zarządzającego. W 2021 roku odszedł z Renault F1. W 2022 r. pracował w CDK Technologies.
W 2023 roku został dyrektorem Hyundai Shell Mobis World Rally Team wystawiającym m.in. samochód rajdowy Hyundai i20 N Rally1 kategorii Rally1 w WRC.